# Fredlanella
Fredlanella är ett släkte av skalbaggar. Fredlanella ingår i familjen långhorningar.
Kladogram enligt Catalogue of Life:
| Fredlanella | \| \| Fredlanella cerussata \| \| \| \| \| \| Fredlanella diringshofeni \| \| \| \| |
|             | \| \| Fredlanella cerussata \| \| \| \| \| \| Fredlanella diringshofeni \| \| \| \| |
|             | Fredlanella cerussata                                                               |
|             |                                                                                     |
|             | Fredlanella diringshofeni                                                           |
|             |                                                                                     |